# Edward Munzinger
Edward Munzinger   (Olten, 24 de juny de 1831 - Neuchâtel, 29 de març de 1899) fou un compositor de música suís.
Estudià al Conservatori de Leipzig i després fou professor de música i organista a Morges i Iverdon, tenint entre els seus alumnes en Volkmar Andreae; de 1854 a 1862 dirigí societats corals a Aarau, i des de 1868 el Frohsinn de Neuchâtel.
És autor dels oratoris; Heiji und Rara (Zúric, 1863) i Ruth et Booz, i de les obres corals Jeanne d'Arc (Neuchâtel, 1887), Le chemín creux (Neuchâtel, 1894), i Sempach (Neuchâtel, 1896).